# Babalú Ayé
| Farben           | Braun und Schwarz |
| Zahlen           | 13, 17            |
| Kath. Heilige(r) | Lazarus           |

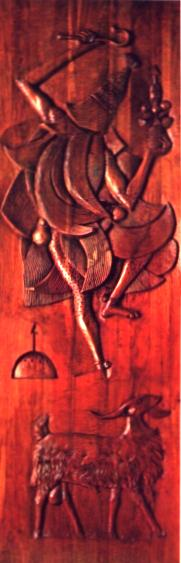
Babalú Ayé

Babalú Ayé, Obalúayé, Shakpona, Omolú ist in der Religion der Yoruba, in der Santeria und im Candomblé der Orisha der Erde, der Seuchen und Krankheiten (insbesondere der Pest) und der Heilung. In der Santeria entspricht er dem Heiligen Lazarus. Der Name Babalú Ayé wird in der Santeria verwendet und ist von Yoruba Obalúayé abgeleitet, was "König, der Herr der Erde ist" bedeutet.
Sein Gesicht ist von Pockennarben zerstört, weshalb er getrocknete und geflochtene Palmenblätter über seinem Gesicht trägt, die mit Kaurischnecken geschmückt sind, um die Schmerzen und das Leid zu verhüllen. Obaluaê ist der Sohn von Nanã und der Bruder von Euá, Ossaim und Oxumarê.

## Rezeption
- Babalu-Aye war der Patron eines mehrwöchigen Yoruba-Festivals namens Ọrọ, welches regelmäßig in der alten Stadt Ile-Ife überwiegend von Frauen veranstaltet wurde.
- Am 17. Dezember, dem katholischen Festtag des Heiligen Lazarus, finden in Kuba dreitägige rituelle Feste (bembés) zu Ehren Babalu-Ayes statt.
- Babalu-Aye ist der Titel eines Lieds von Margarita Lecuona, gesungen von Miguelito Valdés (1939).

## Bibliographie
- Reginaldo Prandi (2001): Obaluaê. In: Mitologia dos Orixás. São Paulo: Companhia das Letras, S. 202–221.